# Cederträorden

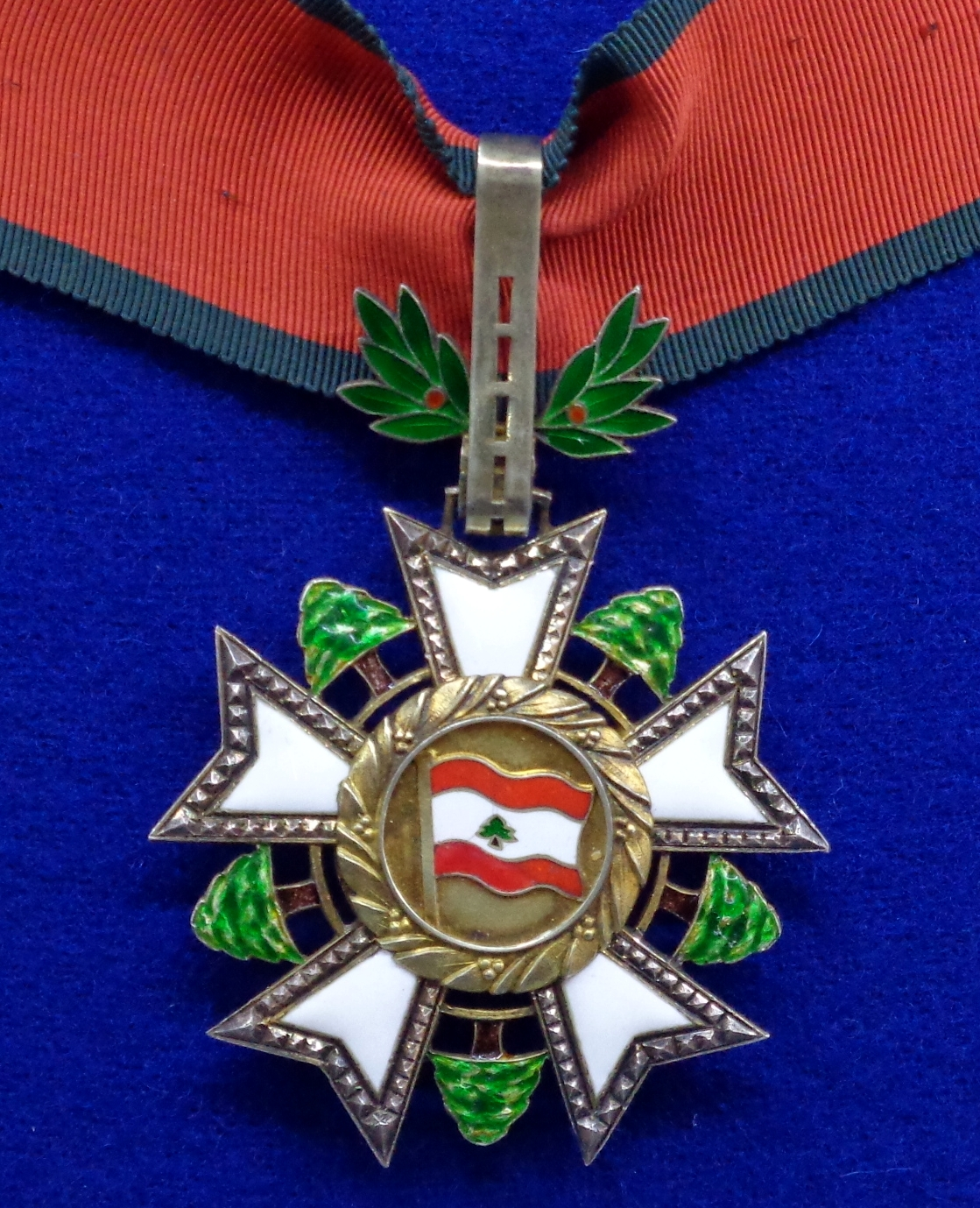
Kommendörs tecken.

Cederträorden (arabiska وسام الأرز الوطني Wisām al-Arz al-Waṭaniy, franska Ordre National du Cèdre) är en libanesisk orden som instiftades den 31 december 1936. Orden är Libanons högsta utmärkelse som tilldelas för stora insatser för Libanon, för modiga handlingar och hängivelse av stor moralisk betydelse samt för lång offentlig tjänst.
Ordens band är rött med gröna kanträder. Orden består av fem klasser:
- Storkorset
- Storofficerare
- Kommendör
- Officerare
- Riddare